# Santa Maria do Suaçuí
Santa Maria do Suaçuí là một đô thị thuộc bang Minas Gerais, Brasil. Đô thị này có diện tích 623,66 km², dân số năm 2007 là 14427 người, mật độ 22,8 người/km².